# Нижнє-Журавський заказник
Нижнє-Журавський — ентомологічний заказник місцевого значення. Об'єкт розташований на території Борівського району Харківської області, село Нижня Журавка.
Площа — 3 га, статус отриманий у 1984 році.
Охороняється ділянка природної рослинності у балці з пересихаючим струмком. Тут трапляються дикі бджолині комахи — запилювачі сільськогосподарських рослин, серед них види, занесені до Червоної книги України: рофітоїдес сірий, джміль моховий.